# Songwriter (Justin Hayward)
Songwriter è il primo disco solista di Justin Hayward, chitarrista e voce del gruppo rock Moody Blues, pubblicato nel febbraio 1977.

## Il disco
Due anni dopo la pubblicazione di Blue Jays (1975), disco di Justin Hayward in collaborazione con il bassista dei Moody Blues John Lodge, il chitarrista e voce dei Moody Blues decise di presentare il primo lavoro solista della propria produzione artistica, dal titolo Songwriter.
L'album si avvalse della collaborazione di musicisti con cui Hayward aveva lavorato sul precedente Blue Jays. Tra questi Jim Cockey al violino, Tom Tompkins alla viola, e Tim Tompkins al violoncello, tutti i membri della band Providence, Mel Galley al basso, Terry Rowley alle chitarre e Dave Holland alla batteria, tutti i membri della band Trapeze. 
Ken Freeman ha suonato le tastiere, mentre la figlia di Hayward, Doremi (nata nel dicembre 1972), ha cantato nel brano Raised On Love.
Hayward ha suonato tutti gli strumenti per le canzoni Raised On Love e Nostradamus ed è autore di tutte le canzoni del disco. 
Songwriter venne poi pubblica in CD nel 1987 con due bonus track, Marie (originariamente pubblicato come singolo nel 1979) e Learning the Game (un brano inedito, scritto da Buddy Holly).
Venne nuovamente pubblicato e rimasterizzato dalla Decca nell'aprile 2004 con le tracce bonus aggiuntive Wrong Time, Right Place e Heart of Steel (lato B del singolo Marie del 1979).

## Tracce
1. Tightrope
2. Songwrtier Part 1
3. Songwrtier Part 2
4. Country Girl
5. One Lonely Room
6. Lay It On Me
7. Stage Door
8. Raised On Love
9. Doin' Time
10. Nostradamus
11. Wrong Time, Right Place
12. Marie
13. Heart of Steel
14. Learning the Game

## Formazione
- Justin Hayward: chitarra acustica, chitarra elettrica, voce, batteria, basso, violino, violoncello, flauto, tamburello
- Jim Cockey: violino
- Tom Tompkins: viola
- Tim Tompkins: violoncello
- Mel Galley: basso
- Terry Rowley: chitarra
- Dave Holland: batteria
- Ken Freeman: tastiera
- Doremi Hayward: cori ("Raised on Love")
- Peter Knight: arrangiamenti orchestrali